# Трубетчинский район
Трубетчинский район — административно-территориальная единица в составе Центрально-Чернозёмной, Воронежской, Рязанской и Липецкой областей РСФСР, существовавшая в 1928—1930 и 1934—1963 годах. Административный центр — Трубетчино.
Трубетчинский район был образован в 1928 году в составе Елецкого округа Центрально-Чернозёмной области. После ликвидации округов в 1930 году район перешёл в прямое подчинение области.
25 ноября 1930 года Трубетчинский район был упразднён, а его территория вошла в Лебедянский район.
В 1934 году при разделении Центрально-Чернозёмной области на Курскую и Воронежскую Трубетчинский район был восстановлен в составе последней. В его состав вошли Варваринский, Андреевский, Тюшевский, Больше-Хомяковский, Волчинский, Больше-Избищенский, Замартыновский, Лубновский, Куйманский, Михайловский, Павельский, Поройский, Тепленский, Трубетчинский, Шовский, Гудбоковский, Екатериновский и Грязновский сельсоветы Лебедянского района.
26 сентября 1937 года Трубетчинский район вошёл в состав Рязанской области.
6 января 1954 года район был передан в Липецкую область.
19 ноября 1959 года к Трубетчинскому району была присоединена часть территории упразднённого Липецкого района.
1 февраля 1963 года Трубетчинский район был упразднён, а его территория разделена между Лебедянским и Липецким районами.